# Presidente da França
Presidente da República Francesa é o mais alto cargo do poder executivo da França. Desde que a eleição do presidente começou a ser realizada por sufrágio universal direto em 1962, a presidência passou a ser a função política de maior prestígio e maior respeito na França. O presidente é o Chefe de Estado, Comandante-em-chefe das forças armadas, Copríncipe de Andorra, Grão-mestre da Ordem da Legião de Honra e Proto-Cônego da Basílica de São João de Latrão, como garante a Constituição da Quinta República Francesa.
A França adotou o presidencialismo em 1848, durante a Segunda República. Desde então, o país teve um total de vinte e três presidentes, que exerceram a função de líderes do Estado francês de 1848 s 1852, de 1871 a 1940 e desde 1947, nas Segunda, Terceira, Quarta e Quinta República Francesa. Todos os vinte e três residiram no Palácio do Eliseu em Paris, à exceção de Adolphe Thiers.
Suas funções, atribuições e modos de nomeação mudaram significativamente ao longo do tempo, dependendo das circunstâncias e dos homens que preencheram esse cargo. Até a instauração da Quinta República, em vigor desde 1958, seu poder nunca havia sido tão importante. O cargo é ocupado por Emmanuel Macron desde 14 de maio de 2017.

## Eleição
Desde 1962, o Presidente da França é eleito por sufrágio universal em contraste ao antigo método por Colégio eleitoral. Em 2000 o mandato de presidente francês foi reduzido de 7 para 5 anos de duração. O então presidente Jacques Chirac foi eleito em 1995 e reeleito em 2002. Chirac foi sucedido por Nicolas Sarkozy, tomou posse em 16 de maio de 2007. De 2012 até 2017, o presidente foi François Hollande. Desde 14 de maio de 2017, o presidente é Emmanuel Macron.
De acordo com os novos termos adotados pela constituição em 23 de julho de 2008, o presidente não pode ser eleito mais que duas vezes consecutivas. François Mitterrand e Jacques Chirac são os únicos presidentes que ocuparam o Eliseu durante mais de dez anos. Mitterrand com dois mandatos de sete anos, esteve no Eliseu por 14 anos (1981-1995) e Chirac com o primeiro mandato de sete anos e o segundo de cinco anos, esteve no Eliseu por 12 anos (1995-2007).
O financiamento das campanhas eleitorais também é regulamentado. O limite para investimento é de 20 milhões de euros, dos quais o governo cumpre com 50%. Publicidade por meio da televisão também é proibida pelo governo.
As eleições presidenciais francesas são conduzidas através do sistema eleitoral com dois turnos, o que garante que o candidato eleito seja o que recebe a maioria dos votos. Se nenhum candidato recebe a maioria dos votos no primeiro turno eleitoral, os dois candidatos mais votados disputam um segundo turno. Após a eleição de determinado candidato, este passa pela cerimônia de investidura chamada passation des pouvoirs ("transição de poderes").

## Funções e poderes

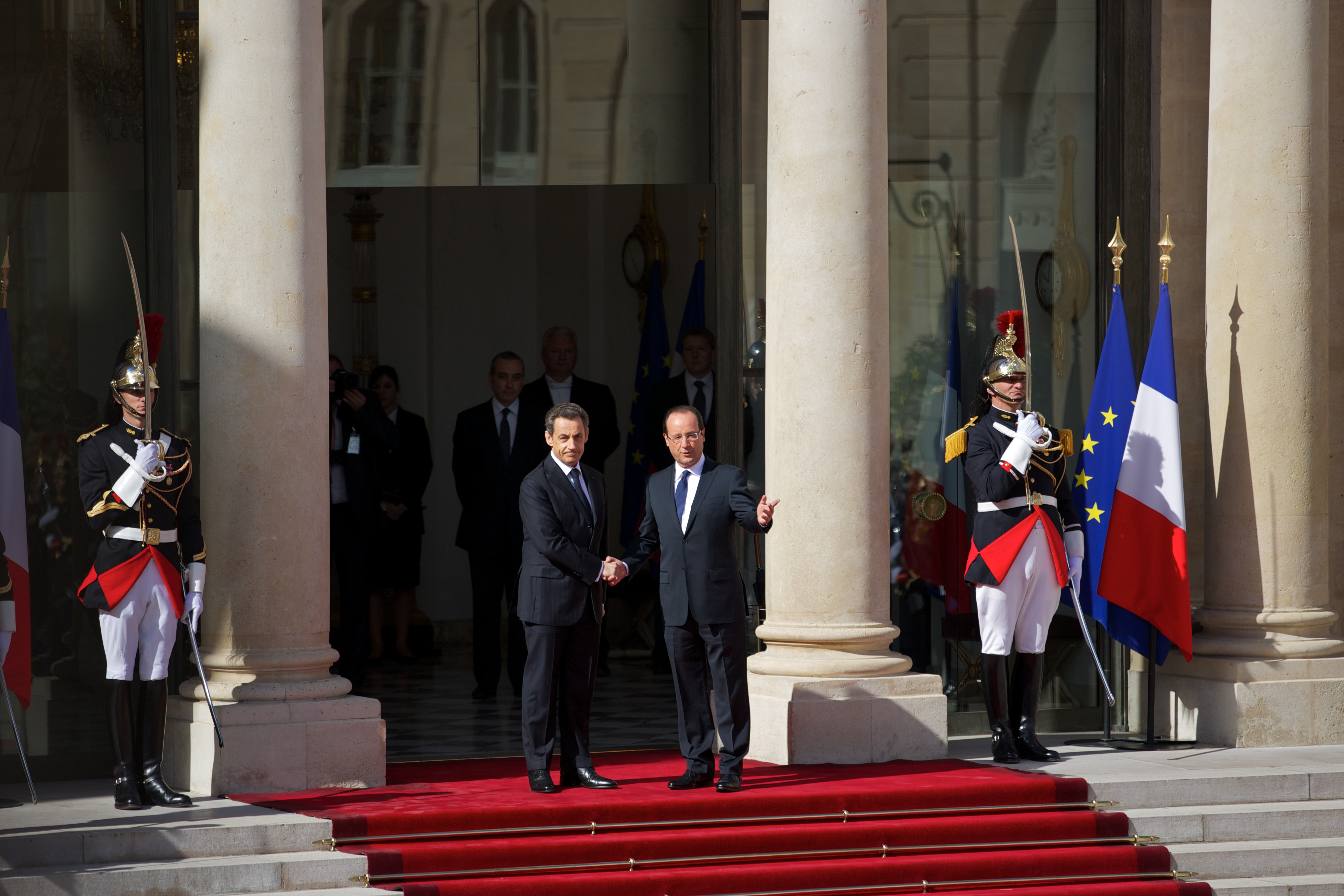
Nicolas Sarkzoy e François Hollande na cerimônia de posse presidencial de 2012.

A França é atualmente semipresidencialista e ao contrário de muitos outros líderes europeus, o presidente francês detém muitos poderes no governo e perante a constituição. Entretanto, os poderes do presidente são regulados pelo Primeiro-ministro da França e pelo Parlamento. O presidente ocupa o cargo mais importante do país.
São funções do Presidente da República:
- Garantir o funcionamento das instituições de governo e a continuidade do Estado;
- Garantir a autonomia do Poder Judiciário;
- Nomear o Primeiro-ministro e, através deste, os membros do Conselho de Ministros;
- Promulgar as leis que visem o desenvolvimento do país e a qualidade de vida de seu povo;
- Nomear os altos funcionários civis e militares do Estado;
- Receber os embaixadores estrangeiros.

São poderes do Presidente da República:
- Dissolver a Assembleia Nacional;
- Vetar as leis;
- Comandar as Forças Armadas;
- Convocar referendo sobre assuntos específicos;
- Declarar guerra.

### Sucessão e incapacidade
No caso de falecimento ou renúncia do Presidente, o governo é assumido interinamente pelo Presidente do Senado. Até o presente momento, Alain Poher foi o único a assumir o governo temporariamente, o que fez em duas ocasiões distintas. A primeira ocasião foi em 1969 após a renúncia de Charles de Gaulle; e a segunda em 1974 em decorrência da morte de Georges Pompidou. É importante frisar que nesta situação o Presidente do Senado torna-se Presidente interino da República, sendo necessária a convocação de novas eleições presidenciais. Apesar da informalidade do cargo, Alain Poher é listado oficialmente como Presidente da França.
O primeiro turno de uma nova eleição presidencial deve ser organizado em não menos do que 20 dias e não mais do que 35 dias a contar da morte ou renúncia do Presidente antecessor. Na prática, por conta do espaço de 15 dias entre o primeiro e o segundo turno, o Presidente do Senado só pode atuar interinamente por um período de 50 dias, no máximo. Alguns poderes do Presidente da República são suspensos durante o governo interino, como a convocação de referendo e a dissolução da Assembleia Nacional. No caso de ausência do Presidente do Senado, os poderes do Presidente da República são exercidos por um governo provisório composto pelo Gabinete. Entretanto, os senadores podem eleger um novo Presidente entre si para assumir provisoriamente o governo.
Durante o mandato presidencial, o Primeiro-ministro pode representar o Presidente em eventos oficiais ou reuniões de cúpula.

## Residências

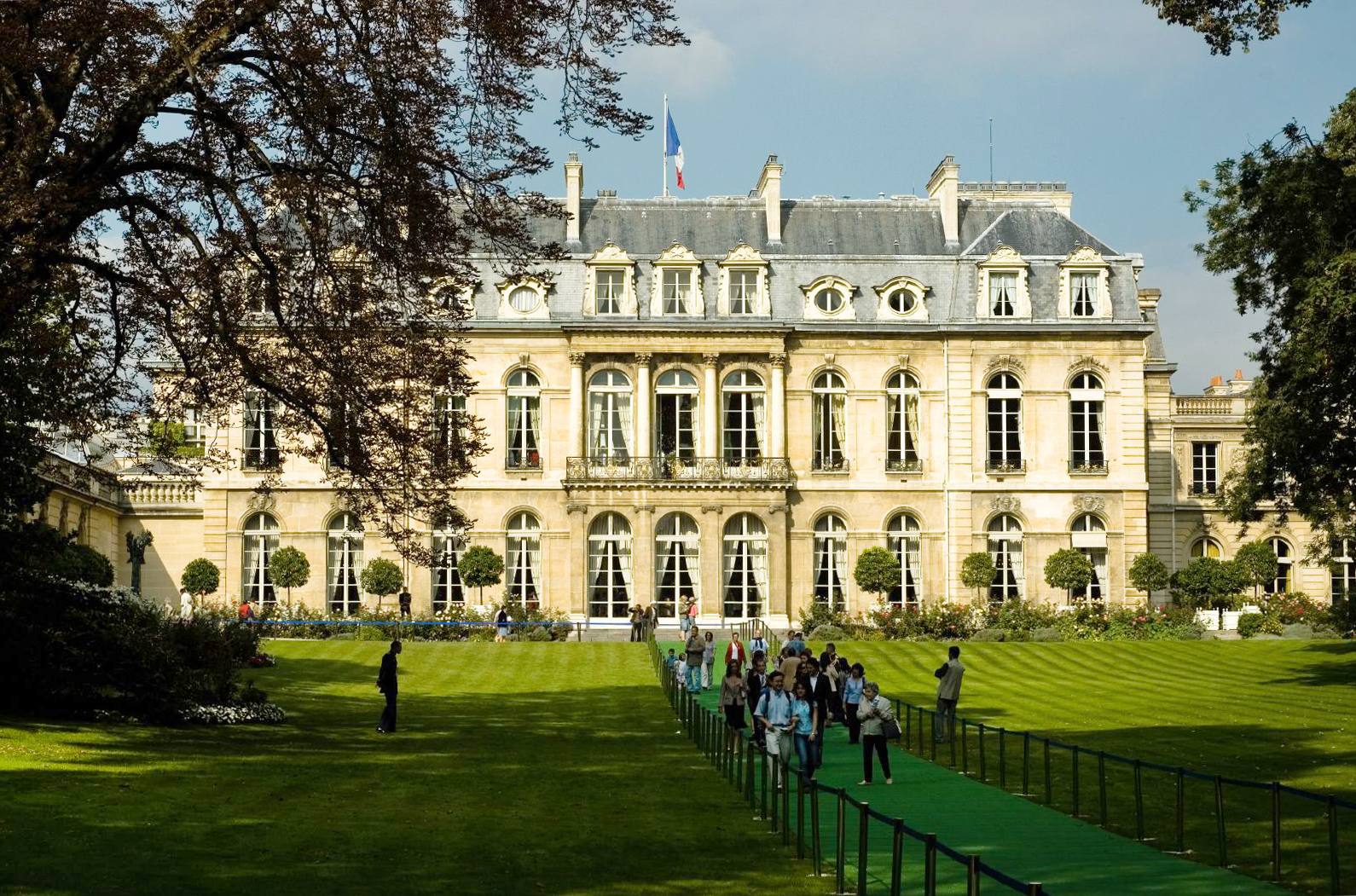
Palácio do Eliseu
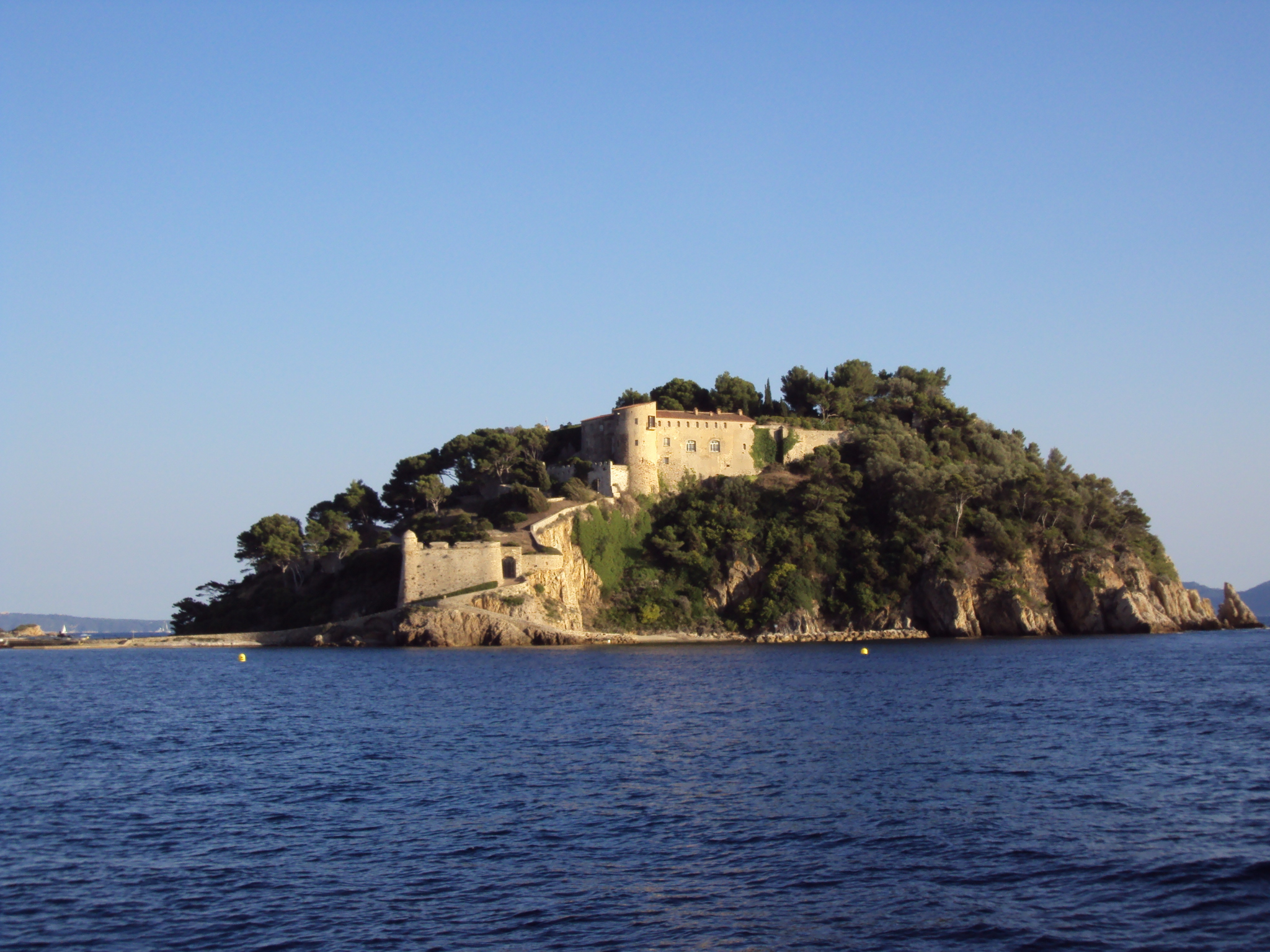
Forte de Brégançon
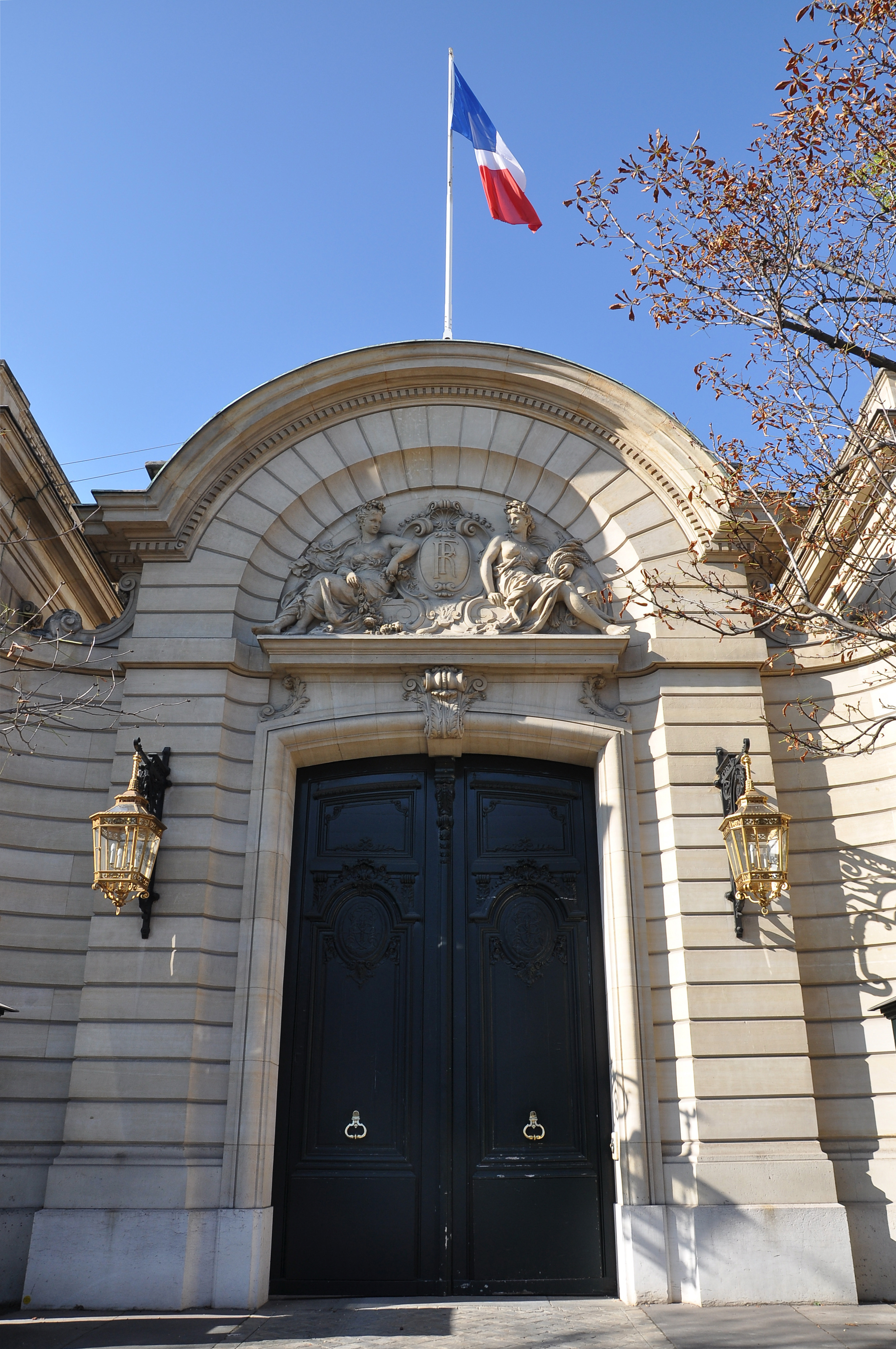
Hôtel de Marigny
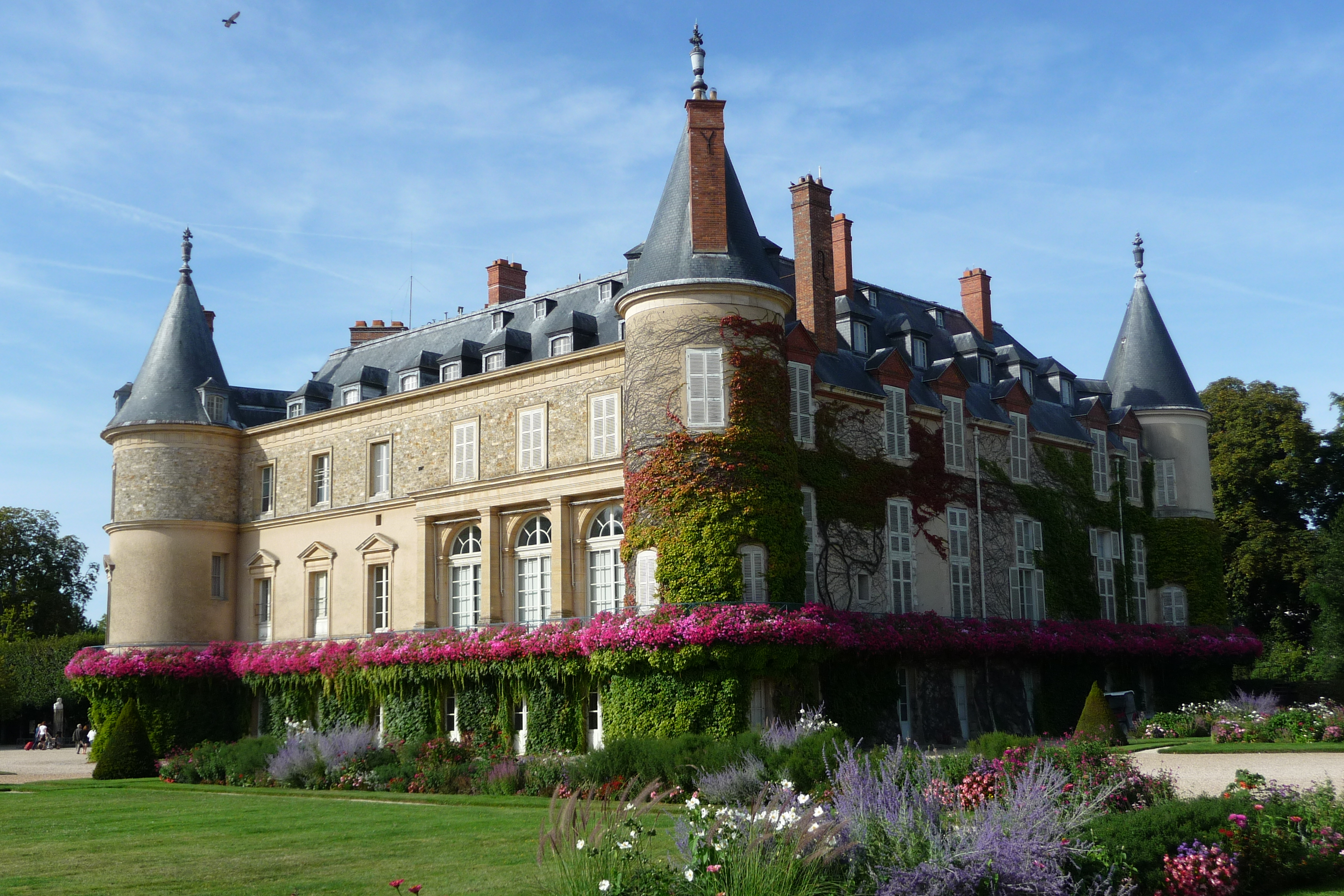
Château de Rambouillet
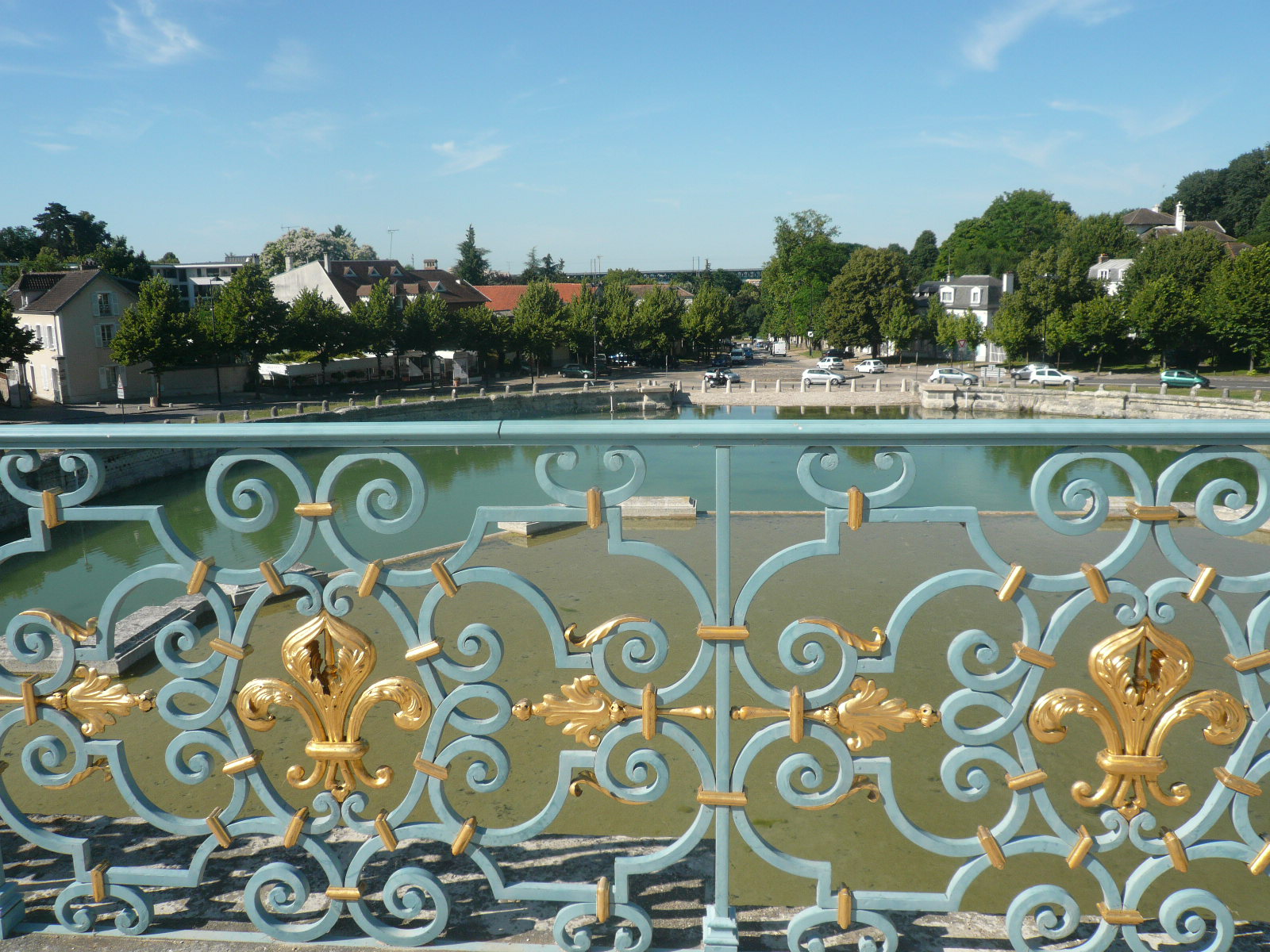
Domaine national de Marly

A residência oficial e a sede do gabinete presidencial é o Palácio do Eliseu, em Paris. O presidente também possui outras residências de campo, de inverno ou de verão espalhadas pelo território francês:
- Fort de Brégançon - é a residência de verão do presidente;
- Hôtel de Marigny - próximo ao Eliseu, hospeda os chefes de estado durante as visitas oficias;
- Castelo de Rambouillet - era na antiguidade um palácio real e atualmente pertence ao presidente;
- Castelo de Marly - utilizado em reuniões oficiais;
- Domaine de Souzy-la-Briche - residência privada.

## Presidentes da França
Os Presidentes da Quinta República Francesa, que foi estabelecida em 1959:

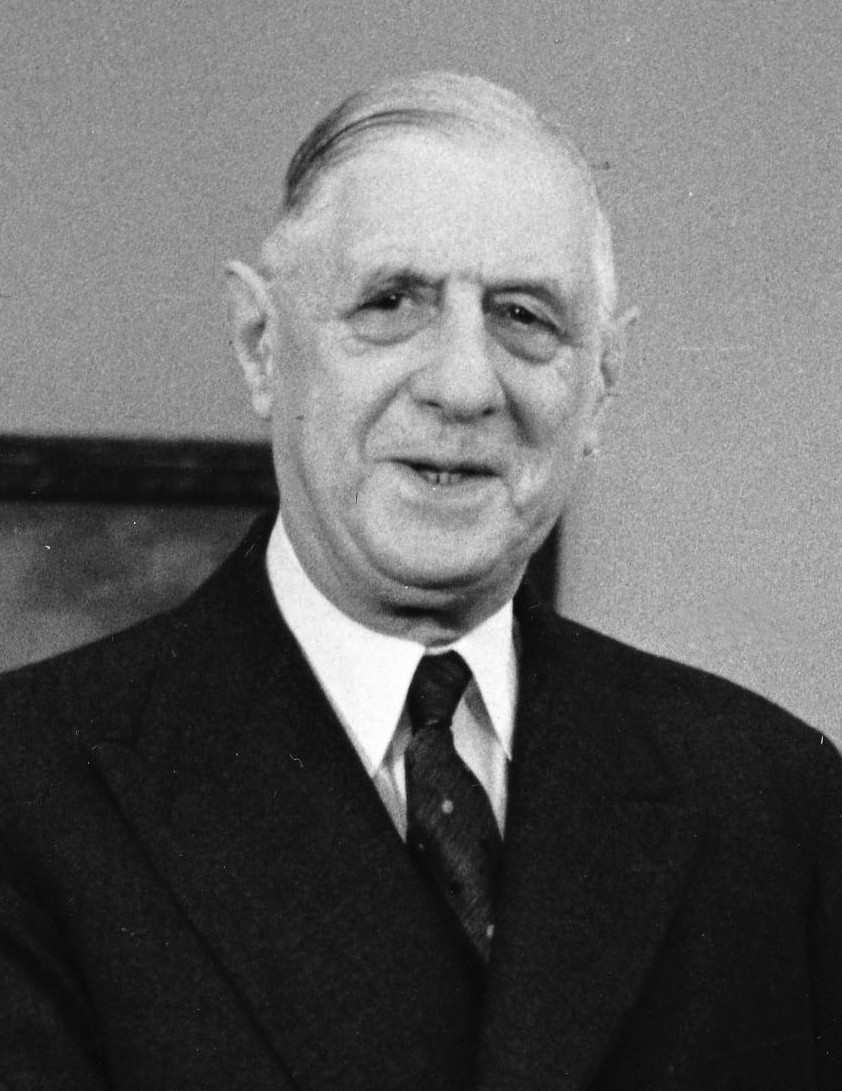
Charles de Gaulle 1959-1969
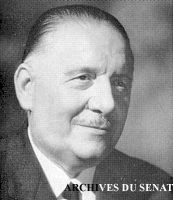
Alain Poher 1969
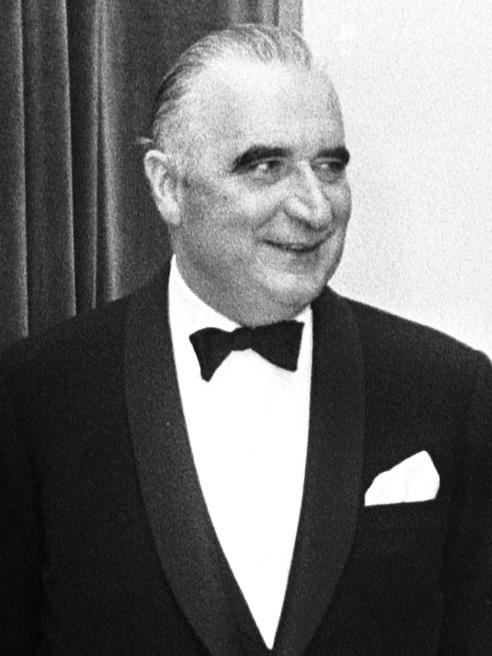
Georges Pompidou 1969-1974
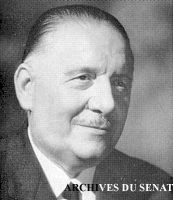
Alain Poher 1974
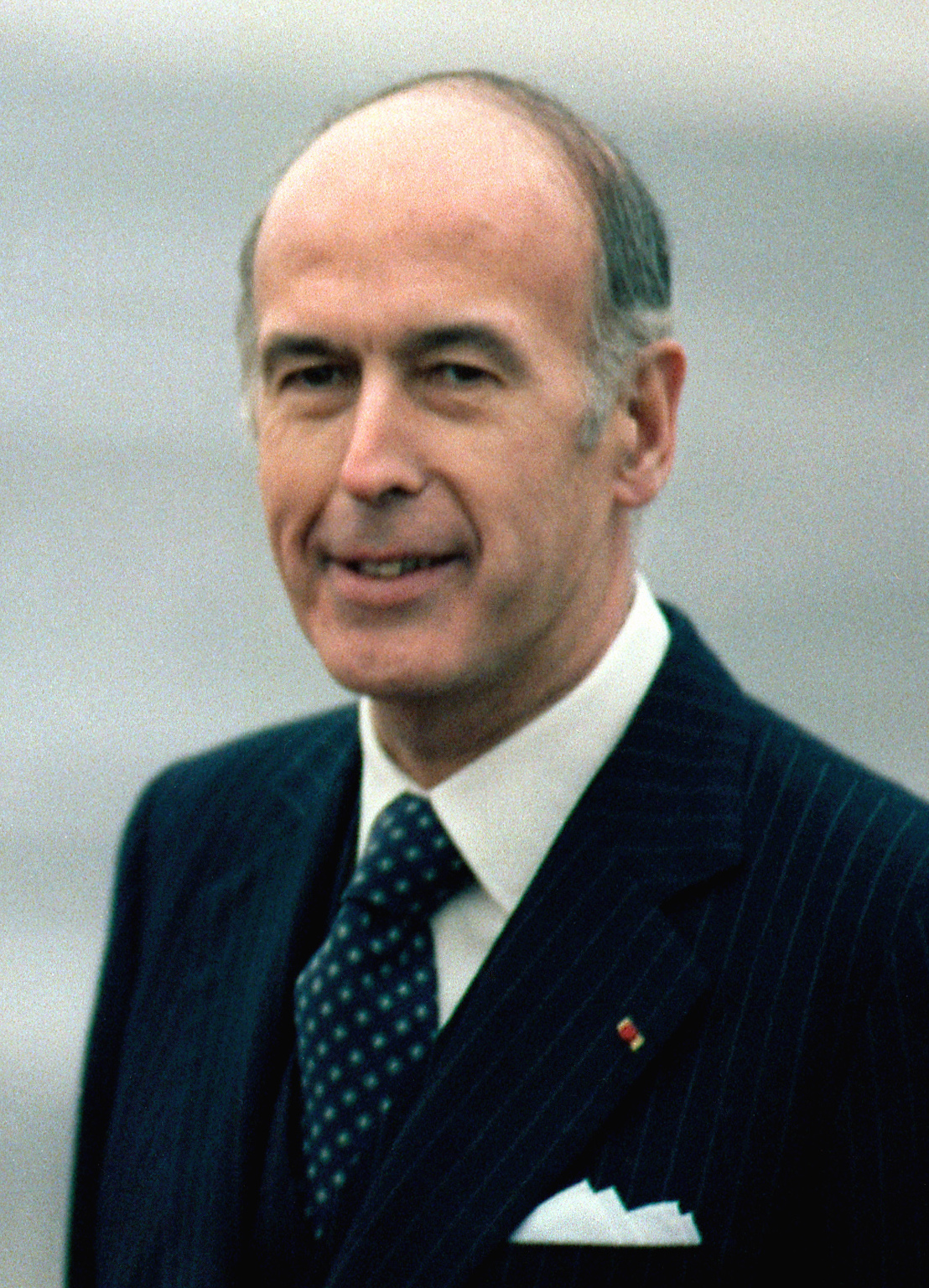
Valéry Giscard d'Estaing 1974-1981
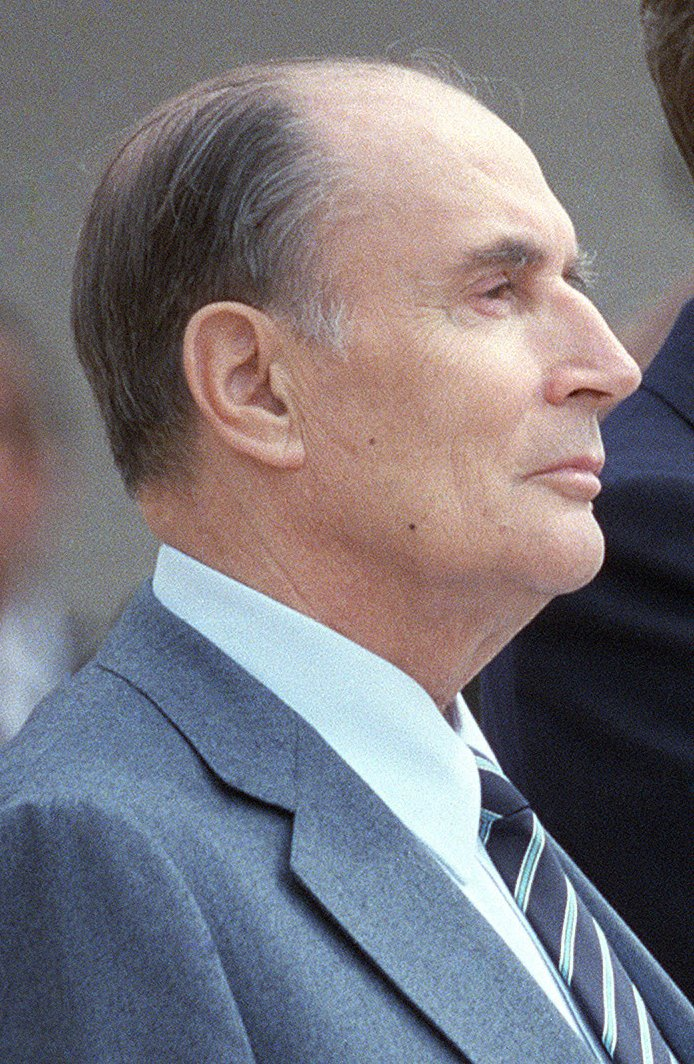
François Mitterrand 1981-1995
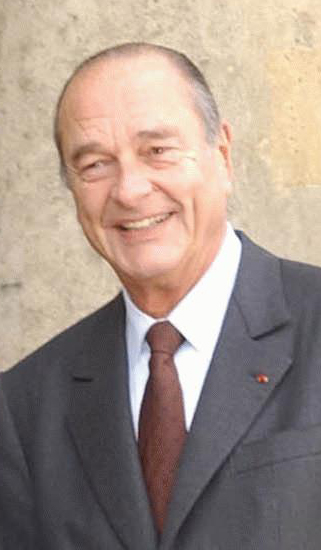
Jacques Chirac 1995-2007
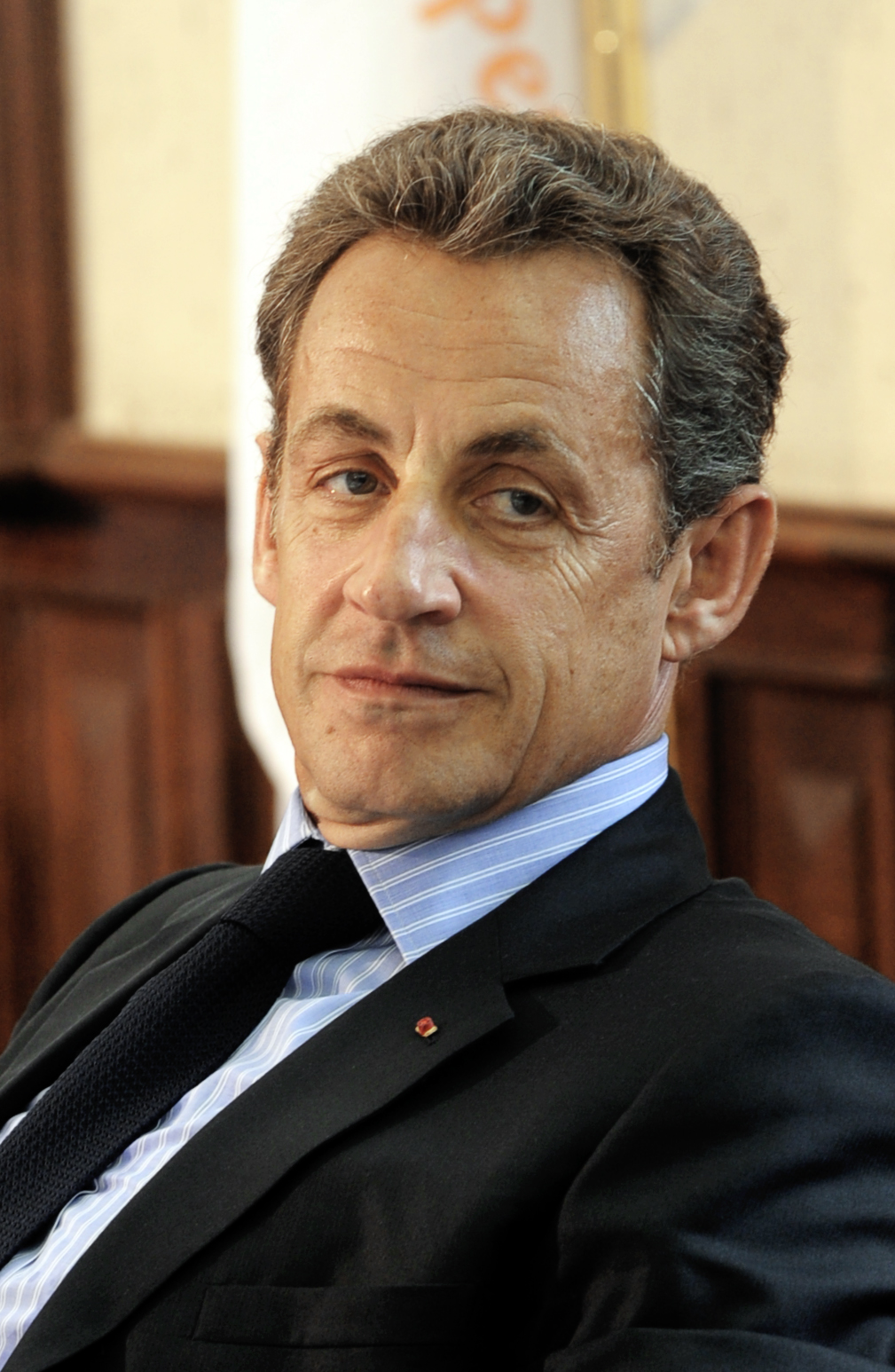
Nicolas Sarkozy 2007-2012
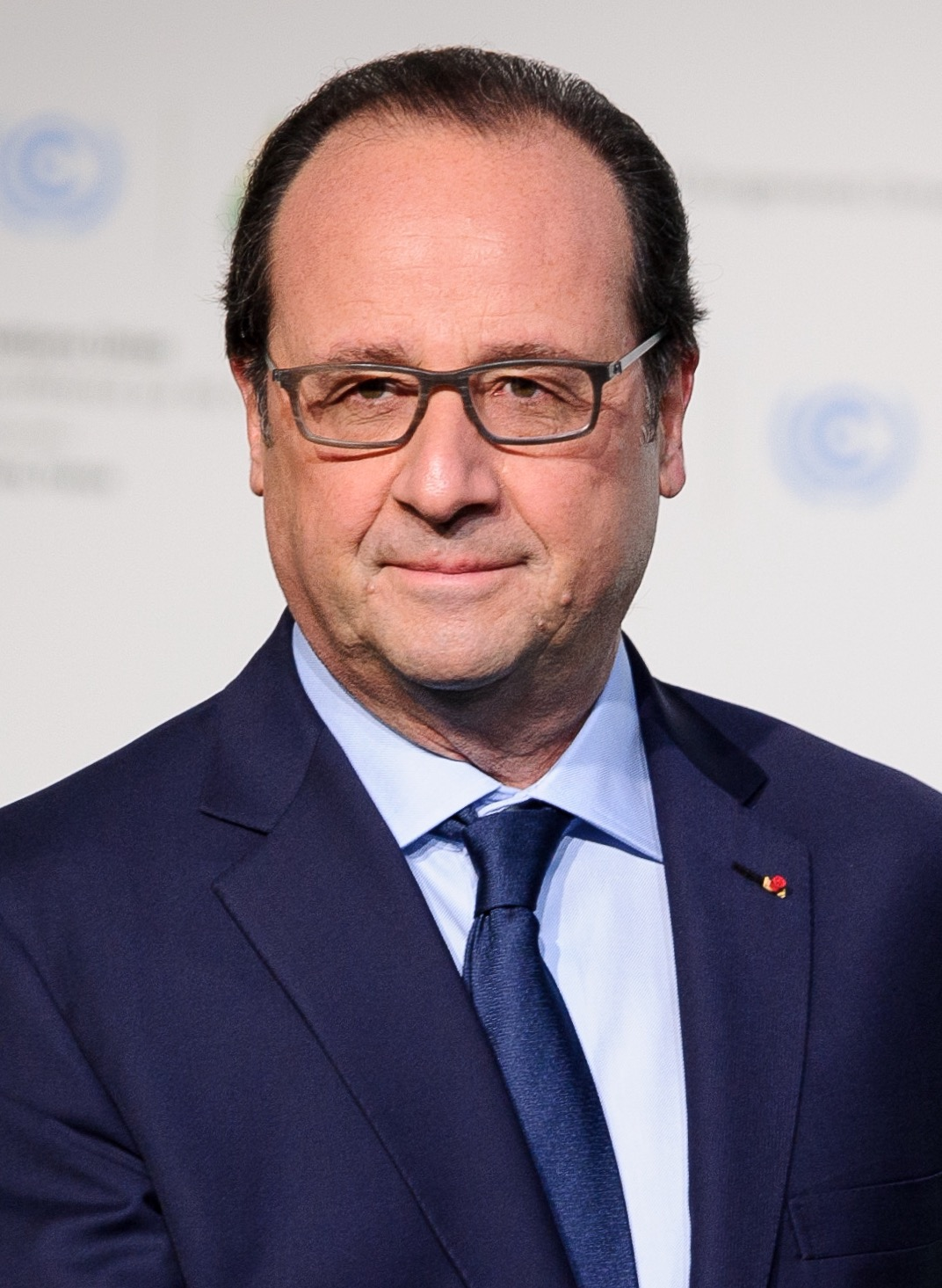
François Hollande 2012-2017
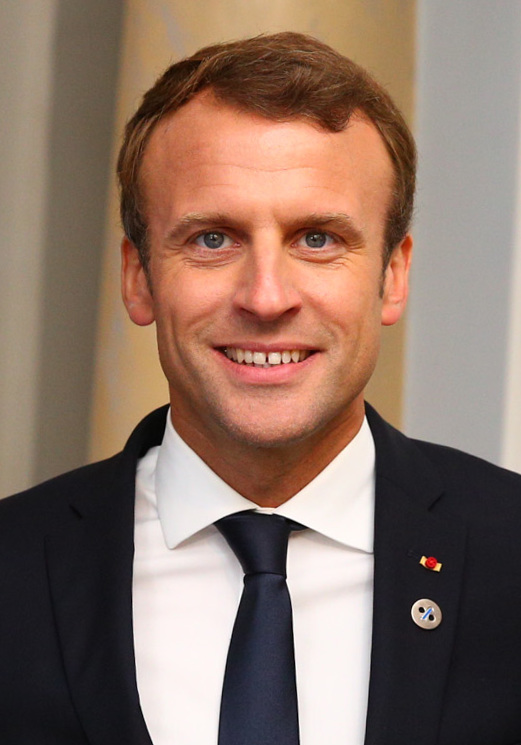
Emmanuel Macron 2017-presente